# Cantó d'Agen Nord-Est
El cantó d'Agen Nord-Est és un cantó francès del departament d'Òlt i Garona, situat al districte d'Agen. Té 2 municipis i part del municipi d'Agen.

## Municipis
- Agen
- Bajamont
- Pont del Casso

## Història
| Data d'elecció                           | Identitat               | Partit           | Qualitat |
| ---------------------------------------- | ----------------------- | ---------------- | -------- |
| 1961-1979                                | Gérard Duprat           | PCF              |          |
| 1979-1985                                | Christian Laurissergues | PS               |          |
| 1985-                                    | Gilbert Fongaro         | UDF, després UMP |          |
| les dades anteriors no són pas conegudes |                         |                  |          |
|                                          |                         |                  |          |

## Demografia
| 1962 | 1968 | 1975 | 1982 | 1990 | 1999 | 2006   |
| ---- | ---- | ---- | ---- | ---- | ---- | ------ |
| -    | -    | -    | -    | -    | -    | 11.290 |